# MTV Movie Awards 2004
MTV Movie Awards 2004 — церемония вручения кинонаград канала MTV, которая прошла 5 июня 2004 года в здании Sony Pictures Studio, Калвер-Сити, Калифорния, США. Ведущей церемонии была Линдси Лохан. Темой оформления для церемонии была тема ужасов. Во время церемонии публику порадовали выступлением Beastie Boys, D12, и Yeah Yeah Yeahs.

## Победители и номинанты
Победители написаны первыми и выделены жирным шрифтом.

### Лучший фильм
Награду вручали: Кирстен Данст и Эллен Дедженерес.
Властелин колец: Возвращение короля
- В поисках Немо
- Люди Икс 2
- Пираты Карибского моря: Проклятие Чёрной жемчужины
- 50 первых поцелуев

### Лучший актёр
Награду вручала: Хэлли Берри.
Джонни Депп — «Пираты Карибского моря: Проклятие Чёрной жемчужины»
- Том Круз — «Последний самурай»
- Билл Мюррэй — «Трудности перевода»
- Джеймс Кэвизел — «Страсти Христовы»
- Адам Сэндлер — «50 первых поцелуев»

### Лучшая актриса
Награду вручали: Том Круз и Джейми Фокс.
Ума Турман — «Убить Билла. Фильм 1»
- Дрю Бэрримор — «50 первых поцелуев»
- Шарлиз Терон — «Монстр»
- Хэлли Берри — «Готика»
- Куин Латифа — «Дом вверх дном»

### Прорыв года: актёр
Награду вручали: Кейт Хадсон и Мэттью Перри.
Шон Эшмор — «Люди Икс 2»
- Киллиан Мерфи — «28 дней спустя»
- Шайа Лабаф — «Клад»
- Лудакрис — «Двойной форсаж»
- Омарион — «Танцы улиц»

### Прорыв года: актриса
Награду вручали: Кристина Агилера и Шэрон Стоун.
Линдси Лохан — «Чумовая пятница»
- Джессика Бил — «Техасская резня бензопилой»
- Кира Найтли — «Пираты Карибского моря: Проклятие Чёрной жемчужины»
- Эван Рэйчел Вуд — «Тринадцать»
- Скарлетт Йоханссон — «Трудности перевода»

### Лучшая музыкальная роль
Шонн Уильям Скотт — «Американский пирог: Свадьба»
- Дрю Бэрримор, Камерон Диас и Люси Лью — «Ангелы Чарли: Только вперёд»
- Дженнифер Энистон и Бен Стиллер — «А вот и Полли»
- Стив Мартин — «Дом вверх дном»
- Маркус Хьюстон и Омарион — «Танцы улиц»

### Лучшая комедийная роль
Награду вручали: Бриттани Мерфи, Шон Уэйанс и Марлон Уэйанс.
Джек Блэк Школа рока
- Джим Керри Брюс Всемогущий
- Джонни Депп Пираты Карибского моря: Проклятие Чёрной жемчужины
- Эллен Дедженерес В поисках Немо
- Уилл Феррелл Эльф

### Европейский прорыв года
Мартина Маккатчен
- Кейт Бекинсейл
- Пол Беттани
- Саманта Мортон
- Киллиан Мерфи

### Лучший злодей
Награду вручали: Марк Руффало и Кейт Бекинсейл.
Люси Лью — «Убить Билла. Фильм 1»
- Деми Мур — «Ангелы Чарли: Только вперёд»
- Кифер Сазерленд — «Телефонная будка»
- Джеффри Раш — «Пираты Карибского моря: Проклятие Чёрной жемчужины»
- Эндрю Брынярски — «Техасская резня бензопилой»

### Лучший поцелуй
Награду вручали: Пэрис Хилтон и Snoop Dogg.
Кармен Электра, Эми Смарт и Оуэн Уилсон — «Убойная парочка: Старски и Хатч»
- Дженнифер Энистон и Джим Керри — «Брюс Всемогущий»
- Киану Ривз и Моника Беллуччи — «Матрица: Перезагрузка»
- Кристина Риччи и Шарлиз Терон — «Монстр»
- Анна Пэкуин и Шон Эшмор — «Люди Икс 2»

### Самый зрелищный эпизод
Награду вручали: Джессика Бил и Дуэйн Джонсон.
Властелин колец: Возвращение короля — Битва за Гондор
- Плохие парни 2 — Погоня по мосту
- Терминатор 3: Восстание машин — Разрушение от машины с краном
- Ангелы Чарли: Только вперёд — Побег из Монголии

### Лучшая драка
Награду вручали: Айс Кьюб и Ив.
Убить Билла. Фильм 1
- Матрица: Перезагрузка
- Дом вверх дном
- Люди Икс 2
- Сокровище Амазонки

### Лучшая актёрская команда
Награду вручали: Вин Дизель и Тэнди Ньютон.
Дрю Бэрримор и Адам Сэндлер — «50 первых поцелуев»
- Джонни Депп и Орландо Блум — «Пираты Карибского моря: Проклятие Чёрной жемчужины»
- Джек Блэк, Алейша Аллен, Кевин Александер Кларк, Миранда Косгров, Роберт Цай, Джои Гейдос, Ребекка Браун и Кэйтлин Хейл — «Школа рока»
- Бен Стиллер и Оуэн Уилсон — «Убойная парочка: Старски и Хатч»
- Уилл Смит, и Мартин Лоуренс — «Плохие парни 2»

### Лучшая эпизодическая роль
Саймон Коуэлл — «Очень страшное кино 3»
- Мэтт Деймон — «Евротур»
- Пол Майкл Гласер и Дэвил Соул — «Убойная парочка: Старски и Хатч»
- Джон Макэнро — «Управление гневом»
- Пинк — «Ангелы Чарли: Только вперёд»

## Статистика
Фильмы, получившие наибольшее число номинаций.
| Фильм | номинации |
| --- | --------- |
| Пираты Карибского моря: Проклятие Чёрной жемчужины / Pirates of the Caribbean: The Curse of the Black Pearl | 6         |
| Люди Икс 2 / X2                                                                                             | 4         |
| 50 первых поцелуев / 50 First Dates                                                                         | 4         |
| Ангелы Чарли: Только вперёд / Charlie’s Angels: Full Throttle                                               | 4         |
| Убить Билла. Фильм 1 / Kill Bill Vol. 1                                                                     | 3         |
| Дом вверх дном / Bringing Down the House                                                                    | 3         |